# Marco Bode
Marco Bode, född 1969, är en tysk fotbollsspelare.
Marco Bode spelade under hela sin proffskarriär i Werder Bremen där han blev tysk liga- och cupmästare samt Cupvinnarcupen 1992. 1995 gjorde han sin första av 40 landskamper. Bode deltog i EM 1996 och 2000 samt VM 2002 för Tyskland. Efter den aktiva karriären som Bode avslutade 2002 har han arbetat som expertkommentator och som programledare.

## Meriter
- 40 A-landskamper för Tyskland 1995-2002
- VM i fotboll: 2002
  - VM-silver 2002
- EM i fotboll: 1996, 2000
  - EM-guld 1996